# Shonel Ferguson
Shonel Ferguson, född 6 november 1957, är en friidrottare från Bahamas. Hon deltog vid olympiska sommarspelen 1976, olympiska sommarspelen 1984 och olympiska sommarspelen 1988.